# 和田漁港
和田漁港（わだぎょこう）は、千葉県南房総市にある第2種漁港。南房総市の東部に位置し南房総国定公園の区域内にある。沖合に好漁場を有し沿岸漁業沖合漁業とも盛んである。ツチクジラの捕鯨基地があることから鯨のたれが有名である。2021年時点では関東唯一の捕鯨基地である。

## 概要
- 管理者 - 千葉県農林水産部水産局
- 漁業協同組合 -東安房漁業協同組合（和田支所[3]）
- 組合員数 - 365人（うち正組合員59人）(2017年3月時点)[4]
- 漁港番号 - 1920080[5]
- 水揚量 -

## 沿革
- 1920年（大正9年） - 県により修築される[6][7]。
- 1948年（昭和23年）6月8日 - 和田町に捕鯨拠点が設けられる[8]。
- 1952年（昭和27年）2月29日 - 第2種漁港に指定される。

## 主な魚種
沿岸漁業や磯根漁業を主とする漁港である。2015年、2016年のデータでは、重量・金額ベースともにサバ、イワシ、アジ等の定置網漁業の水揚高が多いほか、金額ベースではイセエビ、アワビの水揚金額も多い。また、関東で唯一の沿岸捕鯨基地として、年26頭のツチクジラ（一部マゴンドウ）を水揚する。

## 捕鯨基地
江戸時代以降、安房地方では勝山（鋸南町）、館山、乙浜（南房総市白浜町）と拠点を変えながらツチクジラ漁が行われてきたが、現在捕鯨を行っているのは和田漁港のみである。ツチクジラは深く潜水するため、網取り捕鯨が開発された後も、明治期に銃が使用されるようになるまでは突取り法による漁が継続されてきた。江戸時代には、主要な用途として皮下脂肪から採取される鯨油が江戸周辺に流通し、鯨肉は地元で消費されていた。また、近代において、地域のビワ農家等で骨粉が肥料として評価されていたが、製造過程のにおい等により生産が打ち切られている。
1949年から操業を開始し現在に至る外房捕鯨株式会社は、宮城県の捕鯨地域である鮎川との関わりが深く、昭和40年代以降、砲手等の捕獲作業や、解体作業の中心は鮎川出身者が担っている。和田浦のツチクジラ漁の様子が記録されたドキュメンタリー映画として、「鯨捕りの海」（1998年）がある。
捕獲後、解体まで12時間から18時間漁港内に係留し、肉を熟成させるのは、主用途が干し肉製造等で生食でないためである。捕獲から解体までは時間に余裕があることで、現在はウェブ上で捕獲状況や解体の予定が発信されており、観光客や地元住民の解体見学等も可能である。